# Penthetria gigantea
Plecia gigantea, Plecia crassiventris, Plecia luteipennis, Plecia miegi
Espèce
Synonymes
- †Plecia gigantea Théobald 1937
- †Plecia crassiventris Théobald 1937
- †Plecia luteipennis Théobald 1937
- †Plecia miegi Théobald 1937

Penthetria gigantea est une espèce fossile de mouche ou Diptère de la famille des Bibionidae ou "mouches de Saint-Marc" (ou mouches noires), et du genre Penthetria.

## Classification
L'espèce Penthetria gigantea est publiée en 1937 par le paléontologue français Nicolas Théobald (1903-1981) dans sa thèse sous le nom Plecia gigantea,. 

### Fossiles
L'holotype R 970, de l'ère Cénozoïque, et de l'époque Oligocène (33,9 à 23,03 Ma.) faisait partie de la collection Mieg du musée de Bâle en Suisse et vient du gisement de Kleinkembs (mine de sel).
Il a aussi plusieurs cotypes R 619, R 914 et 888 de la même collection Mieg du musée de Bâle et l'échantillon 156 de la collection de la société industrielle de Mulhouse.

### Reclassement
Cette espèce avait été classée dans le genre Plecia initialement. Elle a été reclassée en 2017 par John Skartveit et André Nel dans le genre Penthetria. 
Cela a été confirmé en 2021 par John Skartveit et Wedmann.

### Synonymes
Selon les synonymes actuellement référencés dans la Paleobiology Database, il a aussi plusieurs autres paratypes concernant Plecia crassiventris (dont les ailes moins longues s'arrêtent au niveau de l'abdomen), Plecia luteipennis et Plecia miegi.

## Description

### Caractères
Diagnose de Nicolas Théobald en 1937, :

« Insecte au corps noir brunâtre, ailes brunes avec nervures foncées, pattes brunes. Tête arrondie; deux gros yeux à facettes régulières, yeux arrondis ; front large ; antennes cordiformes (156). Thorax de forme ovale, mésonotum avec dépression en U ; scutellum arrondi. Abdomen cylindrique, légèrement renflé vers le milieu, aussi large que le thorax ; 8 segments, le dernier arrondi et plus court que les précédents. Pattes velues ; fémur cylindrique, légèrement renflé en massue ; tibia grêle, un éperon apical sur le tibia III (156); tarse de 5 articles, le 1er est le plus long, le 5° porte deux griffes. Balanciers avec tige courte, massue en forme d'haltère tronquée à l'extrémité. Ailes brunes avec nervation de Plecia bien conservée, C se termine au sommet de l'aile, Rs bifurqué, le rameau antérieur légèrement tendu ; les ailes dépassent longuement l'abdomen. »

### Dimensions
La longueur totale du corps est de 10 mm à 13,5 mm. Aile 11,5 mm à 12,5 mm.

## Biologie
Ces Plecia-Penthetria forment le groupe entomologique caractéristique de la station de Kleinkem(b)s, décrite comme une forêt marécageuse, dans un climat tempéré chaud.

## Galerie
- Espèces fossiles synonymes en 1937 par N. Th. du Sannoisien de Kleinkembs
- Plecia gigantea ♀︎ cotype éch. R914 .
- Plecia miegi ⚨ Cotype éch. R97.
- Plecia miegi ⚨ holotype éch. R2004.
- Plecia luteipennis mâle ⚨ holotype éch. R2004.

- Schémas des espèces fossiles synonymes en 1937 par N. Th. du Sannoisien de Kleinkembs
- Plecia gigantea Cotype éch 156, Soc ind. Mulhouse
- Plecia crassiventris Nicolas Théobald 1937
- Plecia miegi mâle Cotype éch R971.
- Plecia luteipennis mâle éch R963.

- Espèces sœurs vivantes du genre Penthetria.
- Penthetria funebris.
- Penthetria funebris.
- Penthetria funebris - webm : 2 min 33 s.
- Penthetria heteroptera.
- Penthetria heteroptera.

### Ouvrages
- [2017] (en) John Skartveit et André Nel, « Revision of fossil Bibionidae (Insecta: Diptera) from French Oligocene deposits », Zootaxa, Magnolia Press (d), vol. 4225, no 1,‎ 23 janvier 2017, p. 1–83 (ISSN 1175-5334 et 1175-5326, OCLC 49030618, PMID 28187637, DOI 10.11646/ZOOTAXA.4225.1.1). .
- [2021] (en) John Skartveit et S. Wedmann, A revision of fossil Bibionidae (Insecta: Diptera) from the Oligocene of Germany, vol. 4909, coll. « Zootaxa », 2021, 1-77 p. (DOI 10.11646/zootaxa.4909.1.1).

### Publication originale
- [1937] Nicolas Théobald, « Les insectes fossiles des terrains oligocènes de France 473 p., 17 fig., 7 cartes,13 tables, 29 planches hors texte », Bulletin Mensuel de la Société des Sciences de Nancy et Mémoires de la Société des sciences de Nancy, Imprimerie G. Thomas,‎ 1937, p. 1-473 (ISSN 1155-1119 et 2263-6439, OCLC 786027547). .